# سوربوز
السوربوز (بالإنجليزية: Sorbose)‏ هو سكر كيتوني يعود إلى مجموعة من السكريات تعرف بالسكريات الأحادية.وهو يمتلك درجة حلاوة مكافئة للسكروز (سكر المائدة). الإنتاج التجاري لفيتامين ج (حمض الإسكوربيك) غالبا ما يبدأ بالسوربوز.L-سوربوز هو التوزع الفراغي (بالإنجليزية: configuration)‏ للسكر الطبيعي. 